# Ананьев, Алексей Михайлович
Алексе́й Миха́йлович Ана́ньев (10 апреля 1932, село Григоро-Бригадировка, Кобелякский район, Харьковская область, Украинская ССР — 3 апреля 2017, там же, Харьковская область, Украина ) — советский передовик горнопромышленного производства, бригадир проходчиков комбината «Апатит» имени С.М.Кирова Министерства химической промышленности СССР. Герой Социалистического Труда, один из пяти героев — бывших работников «Апатита».

## Биография
Родился в цыганской семье. В 1949 году после окончания школы переехал в г. Кировск Мурманской области. 
Окончил шофёрские курсы. С 1950 по 1954 год служил на Северном флоте. На комбинат «Апатит» Алексей Михайлович попал уже в 17 лет, работал сначала электромонтёром, а затем, с 1955 года, — проходчиком, позже — руководил горно-проходческой бригадой 10‑го горно-капитального участка Кировского рудника.
Владел многими профессиями, в том числе бурильщика, крепильщика, скрепериста, водителя шахтного электровоза. Только с 1963 по 1965 год его производительность по добыче руды увеличилась на 12 миллионов тонн, а по выпуску апатитового концентрата - на 5, бригада под его руководством обеспечила проходку 750 метров горных выработок вместо нормы в 480 метров. В 1966 году за трудовые успехи и доблесть Ананьеву Алексею Михайловичу было присвоено звание Героя Социалистического Труда. Спустя 5 лет после награждения он отличился, добившись рекордной скорости прохождения на руднике — 72 метра в месяц.
Комбинат «Апатит» был «семейным» предприятием Ананьевых, кроме самого Алексея Михайловича здесь работала взрывником его жена — Нина Павловна и здесь же работают четверо детей, внук и внучка героя.
С выходом на пенсию в 1980‑х гг. выехал на Украину.

## Награды и звания
- медаль «Серп и Молот» Героя Социалистического Труда
- орден Ленина